# Pfalz und Kloster Memleben

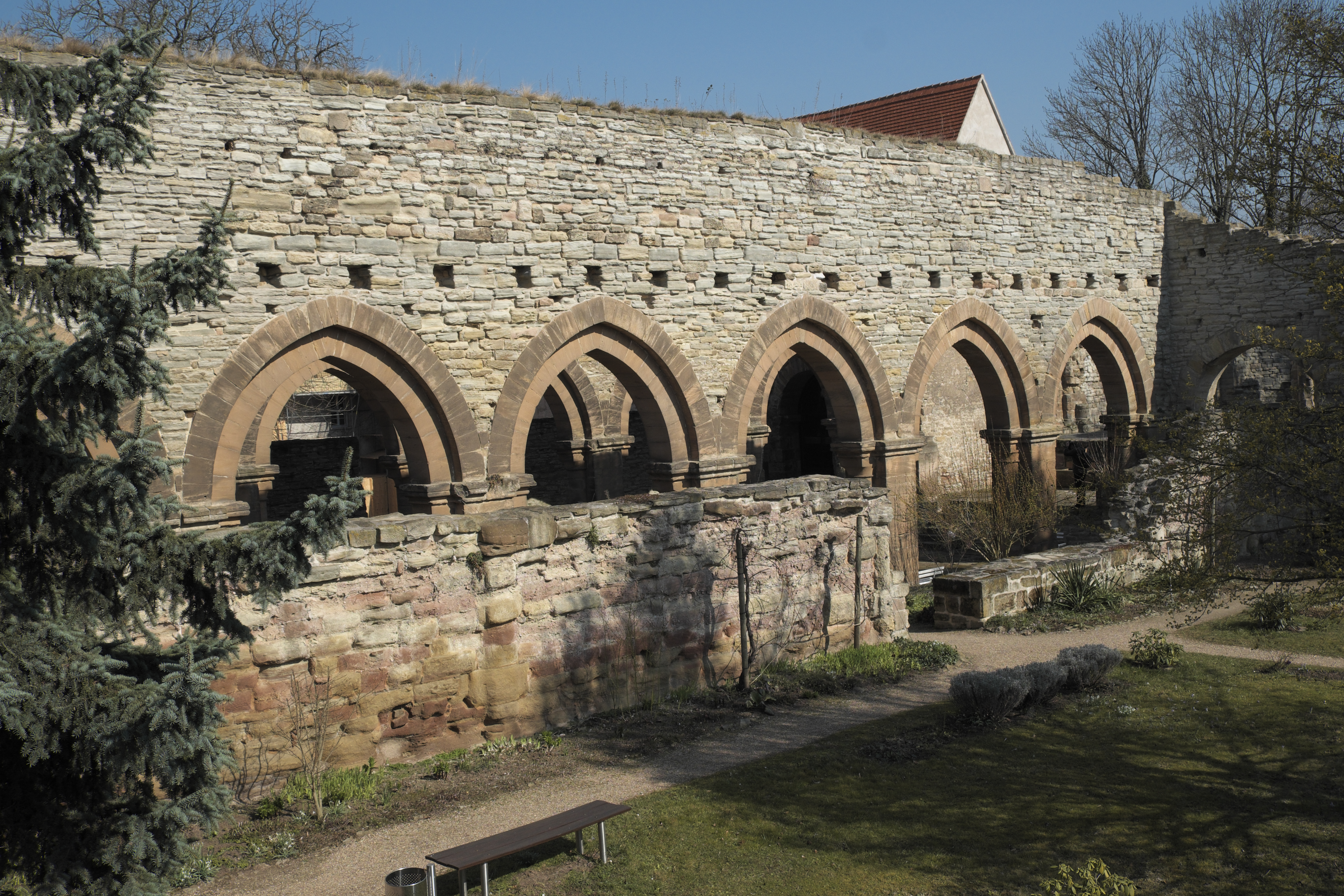
Klosterkirche Memleben

Die Pfalz Memleben war im 10. Jahrhundert eine bedeutende Pfalz unter den ostfränkischen Königen Heinrich I. und seinem Sohn Otto I., die beide auch hier starben. Sie lag in oder in der Nähe von Memleben im westlichen Burgenlandkreis unweit von Nebra im thüringisch geprägten Teil Sachsen-Anhalts. Ihre genaue Lokalisierung ist Gegenstand zahlreicher wissenschaftlicher Debatten. Heute wird die Pfalz überwiegend auf der Burg Wendelstein vermutet, aber auch die Altenburg in Wangen in Erwägung gezogen. Otto II. stiftete spätestens 979 unweit der Pfalz ein Benediktinerkloster, dessen eindrucksvolle Reste noch heute das Ortsbild prägen.

## Geschichte

### Der OrtMimilebavor der Pfalzgründung
Die Pfalz lag in der Nachbarschaft einer Siedlung, die bereits im Breviarium Sancti Lulli als in Mimilebo genannt wird und im Besitz des Klosters Hersfeld war. Im Hersfelder Zehntverzeichnis wird der Ort Mimileba zusammen mit einer Reihe von weiteren Orten am Nordufer der Unstrut, so etwa Uuangun (Wangen), genannt. Daher wird Mimileba überwiegend nicht mit dem heutigen Dorf südlich der Unstrut, sondern mit der Wüstung Klein- oder Wenigen-Memleben auf der anderen Flussseite identifiziert.
Von der Gründung der Pfalz in Memleben und dem Standort ist nichts bekannt. Die Pfalz war aber in der Lage, Herrscher und ihr Gefolge zu beherbergen und zu versorgen. Zwischen 936 und 994 hielten sich nachweislich mehrere ottonische Herrscher in Memleben auf. Durch eine Beurkundung Konrads II. im Jahr 1033 in Memleben wird dort noch von einem königlichen Hof und in der Umgebung noch von königlichem Besitz ausgegangen.

### Sterbeort König Heinrichs I.
Zu einem Ort von herausragender historischer Bedeutung wurde Memleben durch den Tod Heinrichs I. Während eines Jagdaufenthaltes in dem Hof Bodfeld bei Elbingerode im Harz erkrankte der König schwer. Vermutlich hatte er einen Schlaganfall erlitten. Über Erfurt, wo er auf einer Reichsversammlung seine Nachfolge regelte, reiste er nach Memleben und verstarb hier am 2. Juli 936 wohl an einem weiteren Schlaganfall. Liutprand von Cremona berichtet: Zu dieser Zeit wurde König Heinrich in einer Burg an der Grenze der Thüringer und Sachsen namens Memleben (dicitur Himenleve) von einer schweren Krankheit befallen und ging ein zum Herrn. Heinrichs Leichnam wurde nach Quedlinburg überführt und im Vorgängerbau der Stiftskirche St. Servatius beigesetzt.

### Aufenthalte und Sterbeort König Ottos I.
Sein Sohn und Nachfolger Otto I. hielt sich mindestens viermal in der Pfalz Memleben auf und stellte hier in den Jahren 942, 948/49, 950 und 956 mehrere Urkunden aus. Auffällig ist allerdings, dass Otto hier keine hohen kirchlichen Feiertage verbrachte und auch keine Hof- oder Reichstage abhielt. Außerdem wurden Teile des Besitzkomplexes um Memleben an geistliche Institutionen vergeben, so etwa an das Bistum Zeitz. Erst 976/77 wurde die sehr wahrscheinlich auf Otto I. zurückgehende Übertragung von zwei Kirchen in Imilebe beurkundet.
973 plante Kaiser Otto der Große offenbar das Pfingstfest in Memleben zu verbringen und traf am Dienstag vor Pfingsten hier ein. Möglicherweise hatte er seinen baldigen Tod geahnt und sich bewusst an den Sterbeort seines Vaters begeben. Über die Umstände seines Todes am 7. Mai 973 berichten sowohl Widukind von Corvey als auch Thietmar von Merseburg. Sein Leichnam wurde demnach nach Magdeburg überführt und dort in der Kirche unter dem heutigen Magdeburger Dom neben dem Grab seiner früh verstorbenen Gattin Edgitha beigesetzt. Seine Eingeweide verblieben, dem mittelalterlichen Brauch bei einer Überführung entsprechend, in Memleben und wurden in der Nacht nach seinem Tod in einer nicht lokalisierbaren Marienkirche beigesetzt.

### Gedächtnisort und Klostergründung unter Otto II.
Nachdem Ottos Sohn Otto II. sich bereits beim Tod seines Vaters in Memleben aufgehalten hatte, stellte er auch in den Jahren 974, 975 und 980 hier Urkunden aus.
Spätestens zu Beginn des Jahres 979 stiftete er zusammen mit seiner Frau Theophanu zum Gedenken an seinen Vater ein Benediktinerkloster und stattete es mit zahlreichen Schenkungen von Ortschaften und Gerechtsamen im heutigen Thüringen, Sachsen-Anhalt, Sachsen, Brandenburg und Hessen aus. So ließ er am 20. Mai 979 in Allstedt eine Urkunde ausstellen, in dem er dem Kloster Memleben die zuvor dem Kloster Hersfeld gehörenden und durch im Tausch erworbenen Kapellen in den Orten Allstedt, Osterhausen und Riestedt überschrieb. Außerdem erhielt Memleben den Zehnt im Friesenfeld und Hassegau. Wohl im selben Zusammenhang schenkte er dem Kloster die im Land der Heveller in der Havel liegenden Burgen Nieenburg, Dubie et Briechouua mit den Burgwarden und allem Zubehör, wenngleich die betreffende Urkunde erst 981 ausgestellt wurde. Dies gilt ebenfalls für die Burgen und Burgwarde Döbeln, Hwoznie (vermutlich Ziegra-Knobelsdorf), Pretzsch (Elbe), Klöden und Wozgrinie (unbekannt) sowie Elsnig, Dommitzsch und Zwethau. Deutlich wird eine Besitzkonzentration in dem unter Heinrich I. eroberten Gebiet der mittleren Elbe, das zu dieser Zeit enger in das ostfränkische Reich integriert wurde. Sicherlich sollte das Kloster Memleben auch die Mission in den slawischen Siedlungsgebieten vorantreiben. Allerdings gingen eine Reihe von Besitzungen nördlich und östlich der Elbe mit dem Aufstand der slawischen Liutizen und Abodriten im Jahr 983 bereits wieder verloren.

### Der weitere Ausbau unter Otto III.
Wie schon seine Vorfahren suchte auch Otto III. mehrfach den Königshof in Memleben auf, so etwa 987 und 994. Am 4. Oktober 991 bestätigte er ein zwischen der Kaiserin Adelheid und dem Abt Vunninger von Memleben abgeschlossenes Tauschgeschäft, am 30. November 998 schenkte er dem Kloster die civitas Uuihi, die Burg und Herrschaft Wiehe, im Wiehegau und mehrere umliegende Dörfer und am 2. Januar 994 verlieh er in einer in Allstedt ausgestellten Urkunde dem Abt Reginolt und den Mönchen sogar das Markt-, Münz- und Zollrecht sowie den Bann.

### Der Niedergang unter Heinrich II.
Sein Nachfolger Heinrich II. hatte am 16. November 1002, dem Jahr seines Regierungsantrittes, in seiner Residenz Regensburg dem Abt Reinhold noch die durch seine Vorgänger zugesicherten Güter und Privilegien wie die Immunität bestätigt, das Kloster mit den drei bedeutendsten Klöstern im Ostfrankenreich, den Reichsklöstern Fulda, Corvey und Reichenau, rechtlich gleichgestellt und ihm die freie Wahl des Abtes und des Vogtes verliehen. Im Jahr 1015 entzog er jedoch dem Kloster alle Rechte und unterstellte es als Propstei dem Kloster Hersfeld. Im Gegenzug erhielt Heinrich II. Güter für das neu gestiftete Bistum Bamberg.
1033 weilte mit Konrad II. zum letzten Mal ein römisch-deutscher König in Memleben und stellte eine Urkunde in provintia Turingia apud regalem curtem Imileb aus.

### Die Klostergebäude in der Frühen Neuzeit
Im Bauernkrieg wurde das Kloster 1525 von aufständischen Bauern geplündert und 1548 nach zunehmendem Niedergang infolge der Reformation endgültig aufgehoben. 1551 wurden die zugehörigen Güter vom sächsischen Kurfürsten eingezogen und der kurz zuvor gegründeten Landesschule Pforta geschenkt. Sie behielt sie bis zum Ende des Zweiten Weltkrieges. 1722 zerstörte ein Blitz das Kirchendach der alten Klosterkirche. Jahre später wurde damit begonnen, die Kirche abzubrechen.
Von 2017 bis 2021 gab es archäologische Grabungen auf der Anlage.

## Die Pfalz in Memleben
Bis weit in das 20. Jahrhundert hinein galten die Reste der Klosterkirche als Pfalzgebäude. Die Bezeichnung castellum im Bericht des Liutprand von Cremona über den Tod Heinrichs I. deutet darauf hin, dass bereits zu Beginn des 10. Jahrhunderts eine befestigte Anlage existierte. Der Standort ist bis heute unbekannt. Die Pfalz wird teilweise auf der Burg Wendelstein vermutet, aber auch die Altenburg in Wangen wird als Standort in Erwägung gezogen.

## Die Klosterkirche

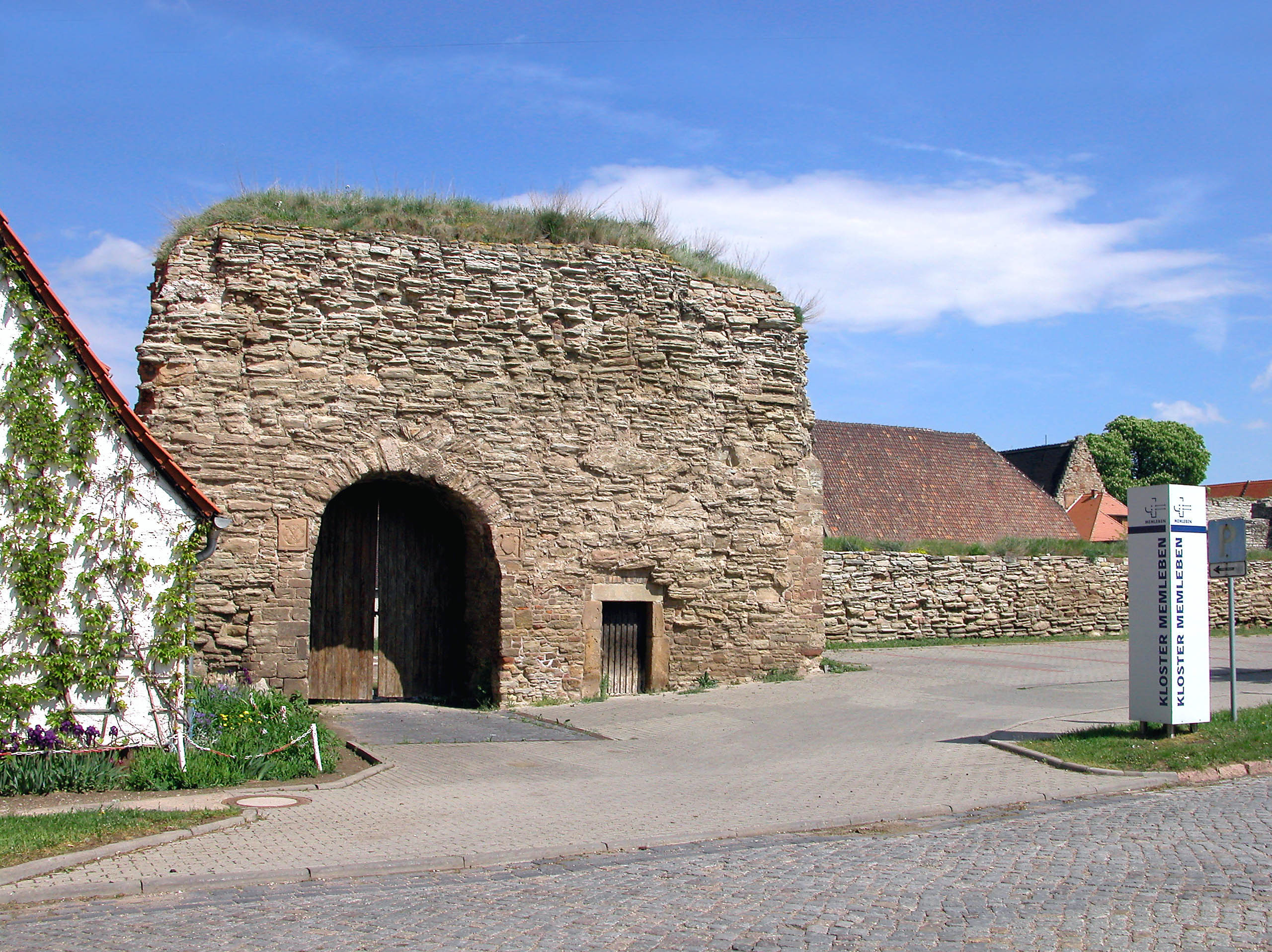
Kaisertor der ehem. Marienkirche aus dem 10. Jh.

Von der Monumentalkirche des 10. Jahrhunderts stehen noch einige Mauerteile wie das südwestliche Querhaus, die südliche Langhauswand und ein nicht unerheblicher Teil des südwestlichen Vierungspfeilers. Es handelt sich um eine Doppelchoranlage von immensen Ausmaßen (Länge 82 Meter, Breite 39,5 Meter). Der Grundriss ist archäologisch gesichert und wird durch Pflasterung präsentiert.
Im 12. Jahrhundert wurde mit dem Bau einer neuen, kleineren Klosteranlage begonnen. Von der Klosterkirche, die in der ersten Hälfte des 13. Jahrhunderts fertiggestellt worden ist, ist besonders die spätromanische Krypta hervorzuheben. Sie ist der einzige im Originalzustand erhaltene Raum der Klosteranlage. Die frühgotischen Mittelschiffsarkaden der Kirche prägen den romanischen Charakter der gesamten Anlage. Auf den Pfeilern im Langhaus sind lebensgroße Schattenbilder zu erkennen.

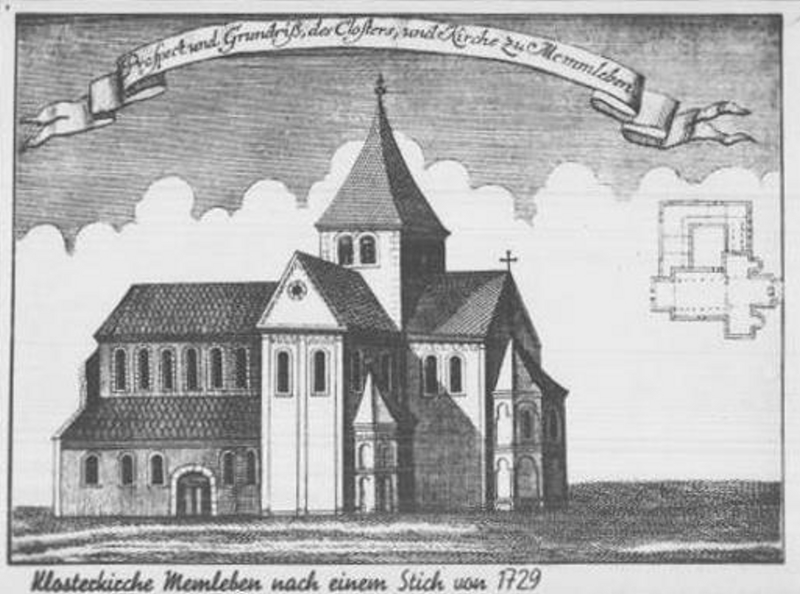
Klosterkirche 1729
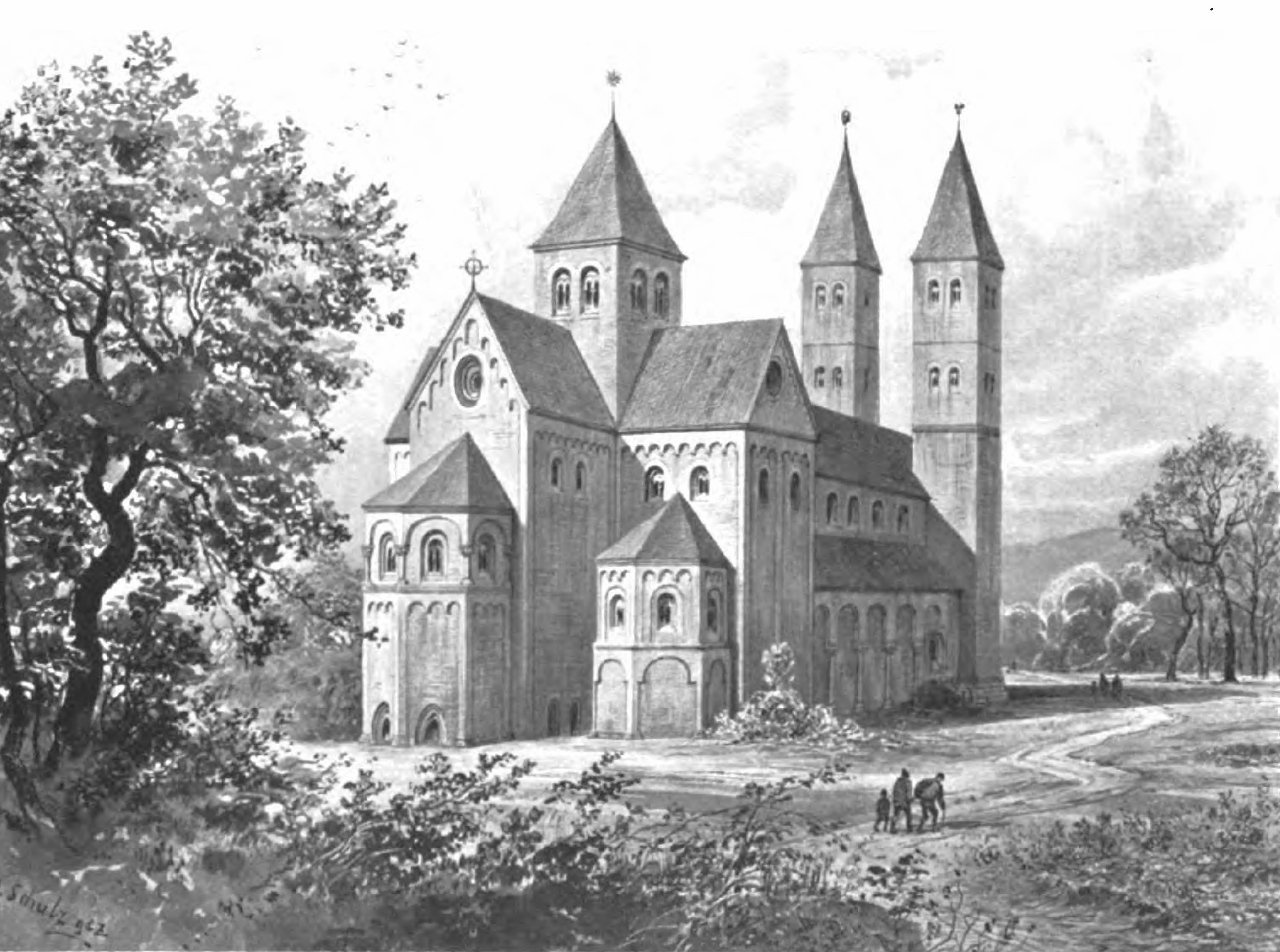
Rekonstruktion der Klosterkirche von 1837
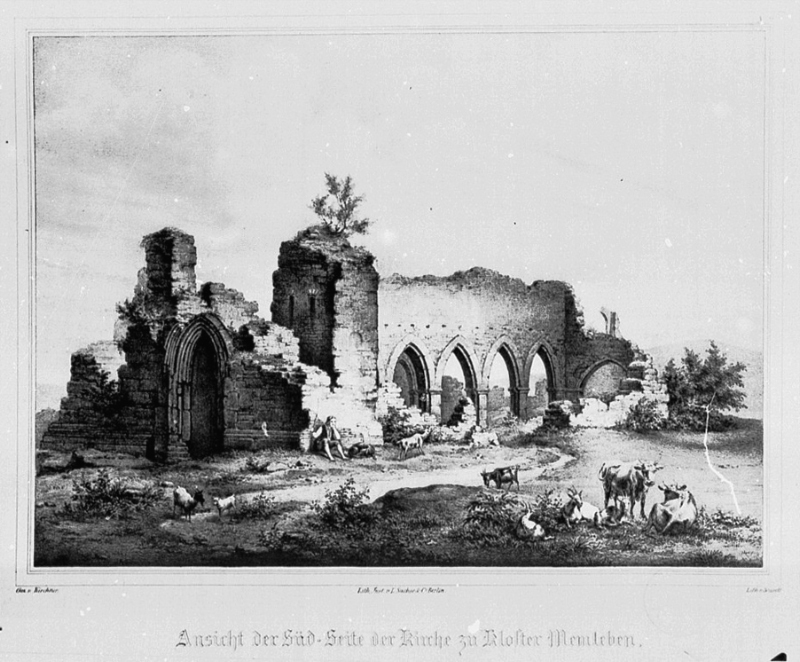
Ruine der Klosterkirche von Süden 1820
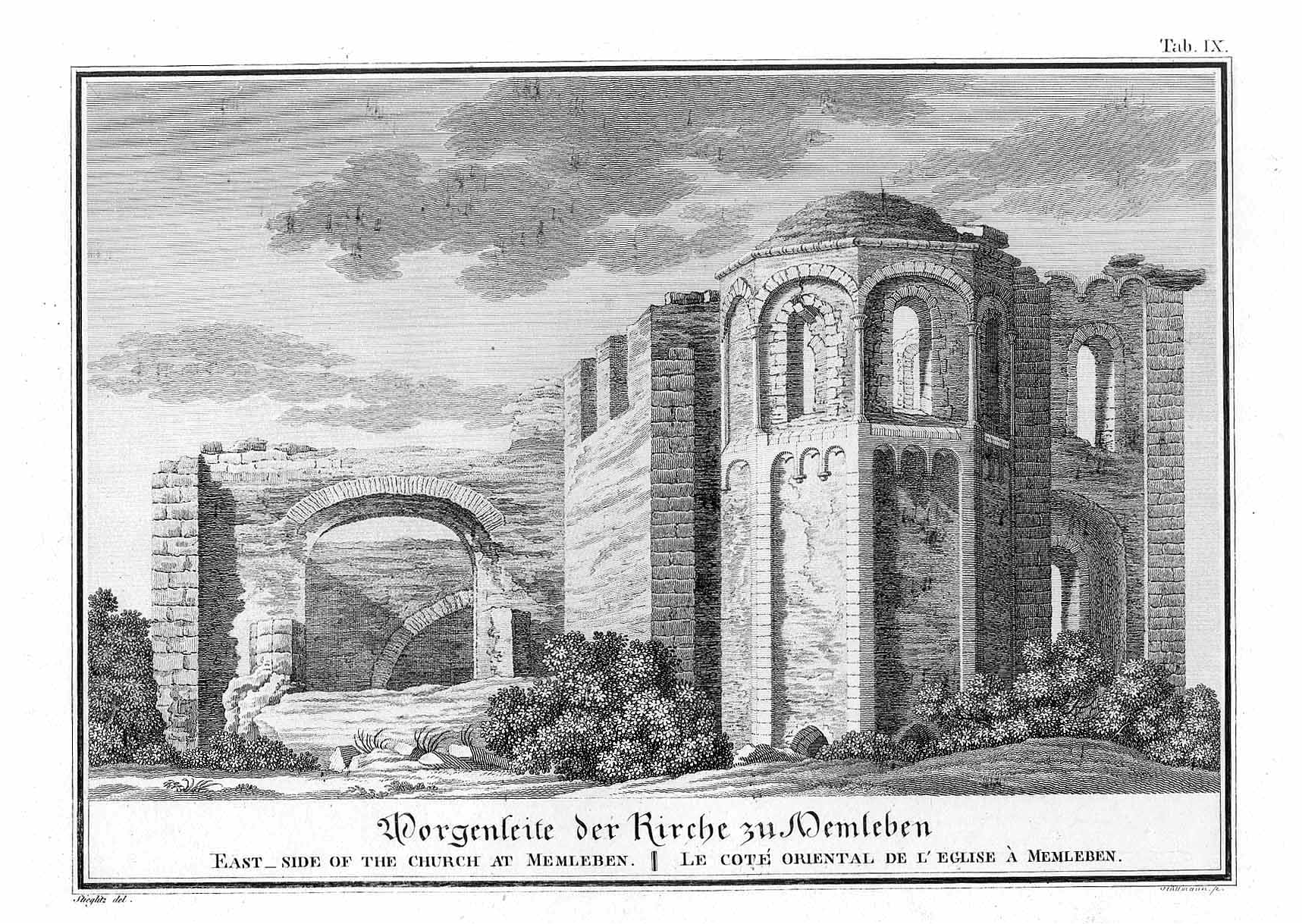
Ruine der Klosterkirche von Osten 1820
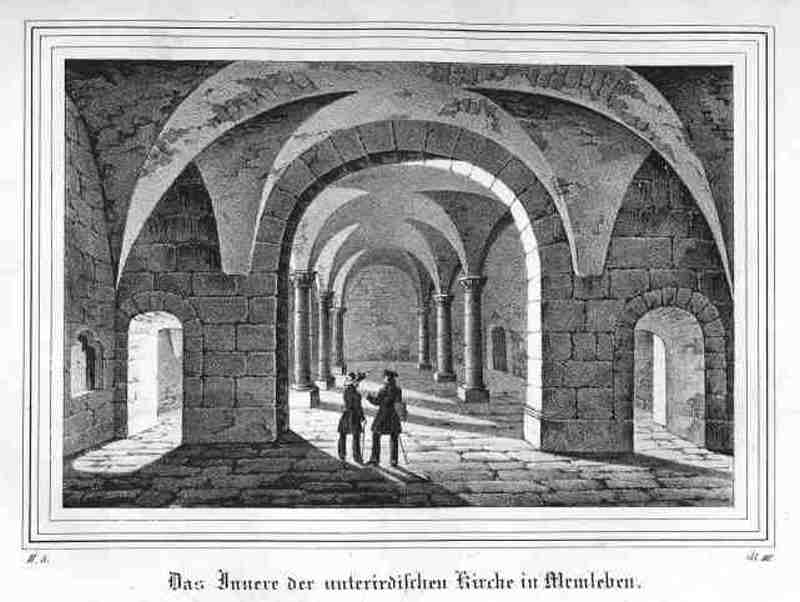
Krypta der Klosterkirche von Süden 1830
Klosterkirche innen 1840
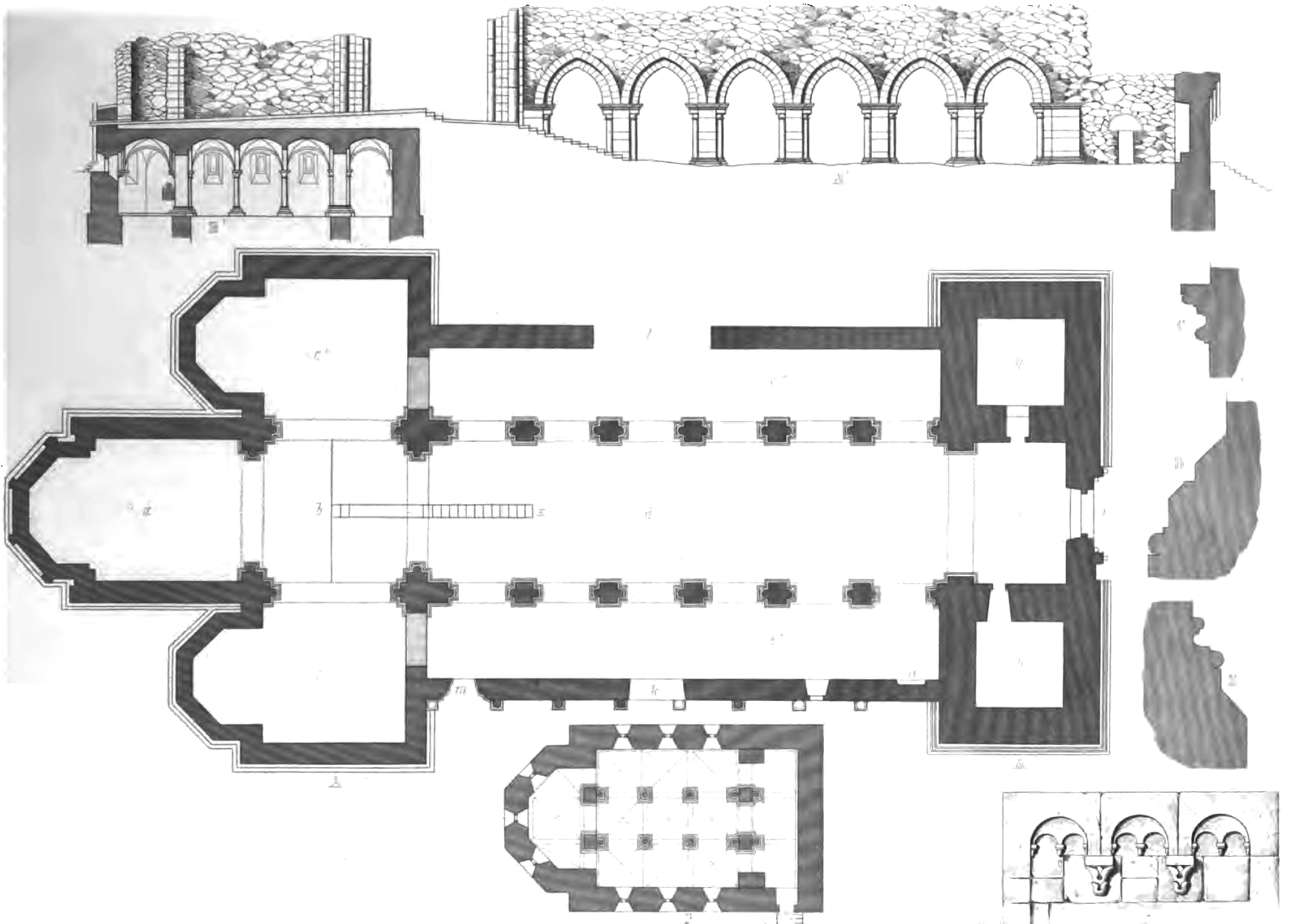
Klosterkirche Grundriss von 1867
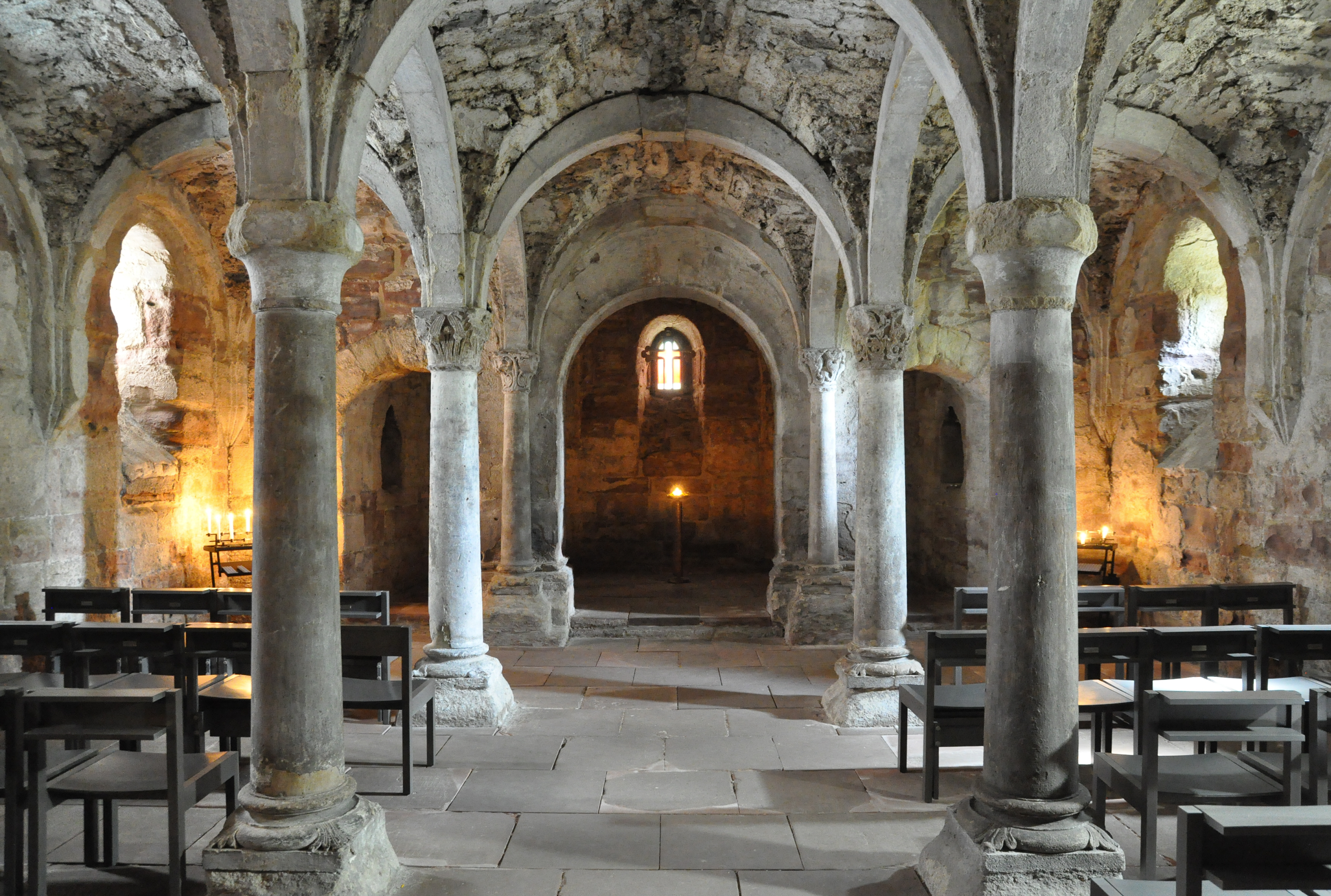
Krypta der Klosterkirche nach Osten 2014

## Heutige Nutzung
Die Gesamtanlage wird als „Museum Kloster und Kaiserpfalz Memleben“ genutzt. Ein nachempfundener mittelalterlicher Klostergarten ebenso wie zahlreiche Ausstellungsbereiche, die die ehemaligen Klausurgebäude füllen, vermitteln den Besuchern ein Bild von der Bedeutung des Ortes Memleben und erläutern Aspekte von der Baugeschichte des Klosters bis hin zum benediktinischen Klosterleben im Mittelalter und zur mittelalterlichen Buchherstellung in einem sogenannten Skriptorium. Führungen, museumspädagogische Veranstaltungen sowie kulturelle Veranstaltungen beleben das ehemalige Benediktinerkloster.
Mit einem über 10.000 Euro dotierten Sonderpreis wurde die Gemeinde Memleben für die Weiterentwicklung des Museums Kloster und Kaiserpfalz Memleben durch den Wirtschaftsminister Sachsen-Anhalts 2007 im Rahmen des Romanikpreises ausgezeichnet. Zur Begründung des Preises hieß es, durch das Engagement von Gemeinde, Verwaltungsgemeinschaft und Förderverein seien dort zwei Dauerausstellungen, ein Klosterladen und das museumspädagogische Angebot „Lebendiges Kloster“ entstanden. Das Kloster ist eine Station an der Straße der Romanik.
Seit Oktober 2008 gehören die Reste des Klosters Memleben der Stiftung Kloster und Kaiserpfalz Memleben, eine kommunale Stiftung, die Zustiftungen des Landes Sachsen-Anhalt erhielt.
Nach rund 500 Jahren zogen im August 2011 für eine Woche wieder Benediktinermönche im Kloster Memleben ein. Diese stammten aus der Benediktinerabtei Münsterschwarzach. Im Rahmen des Programms „Belebtes Kloster“ konnten so Besucher den Gebeten in der Krypta beiwohnen, an thematischen Gesprächsrunden teilnehmen oder im Skriptorium unter Anleitung der Mönche die Benediktinerregel abschreiben. Die museumspädagogischen Veranstaltungen in dieser Woche wurden ebenso von den Mönchen begleitet. Eine Weiterführung fand auch in den Jahren 2012 sowie 2013 statt.
Im Jahr 2011 war das Kloster Kulisse für den deutschen Märchenfilm Jorinde und Joringel von Bodo Fürneisen.

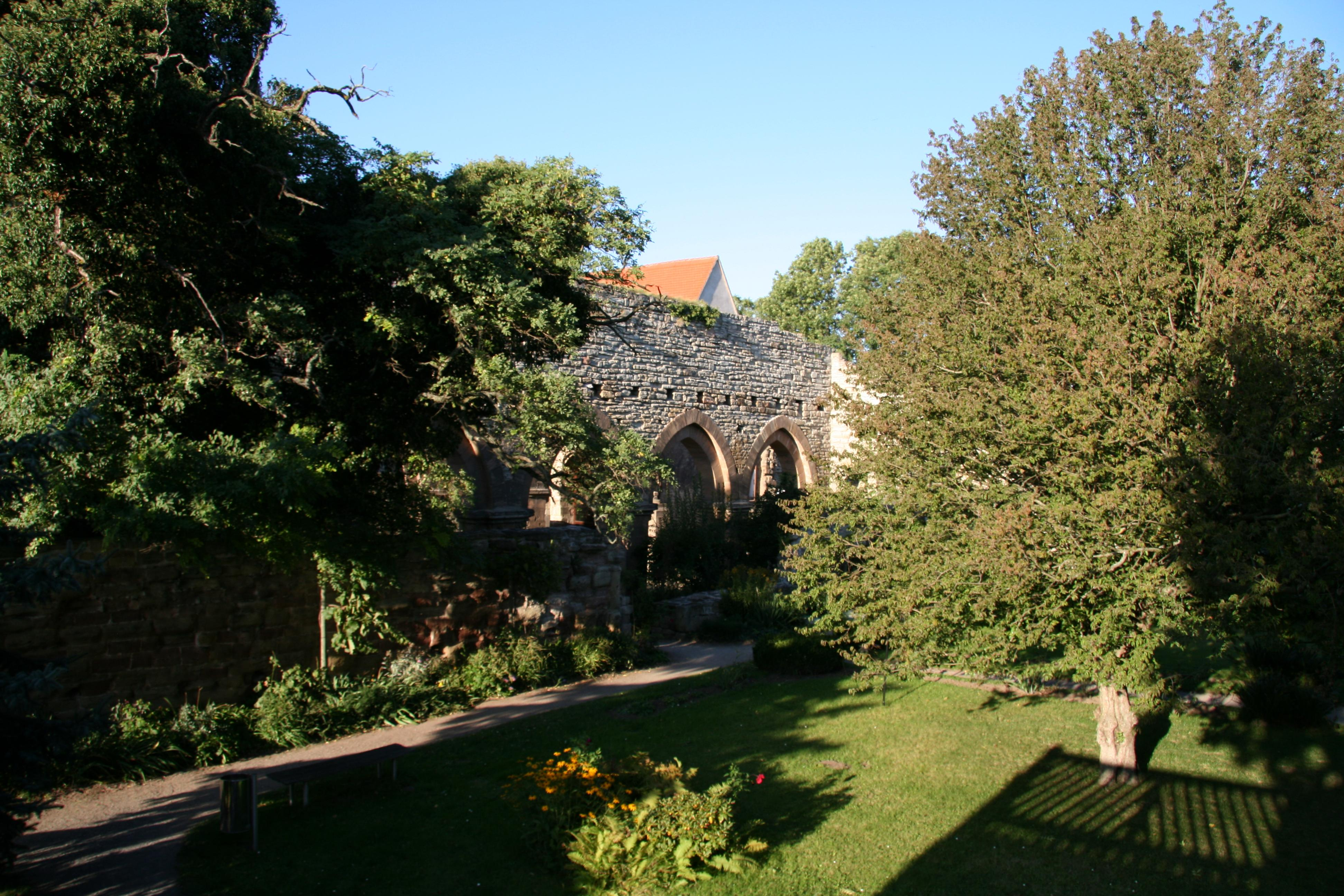
Südseite der Klosterkirchenruine
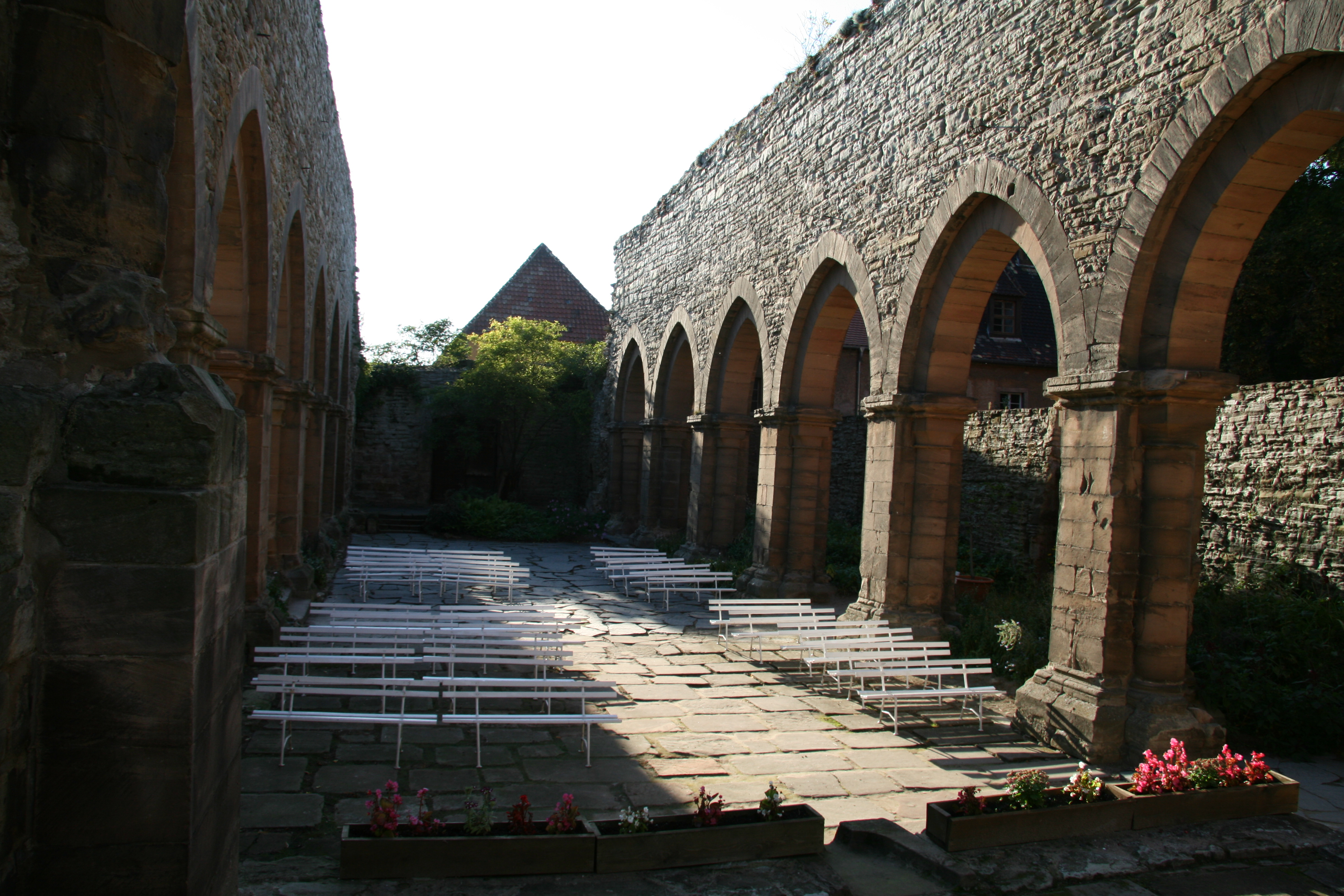
Ruine der Klosterkirche von Osten
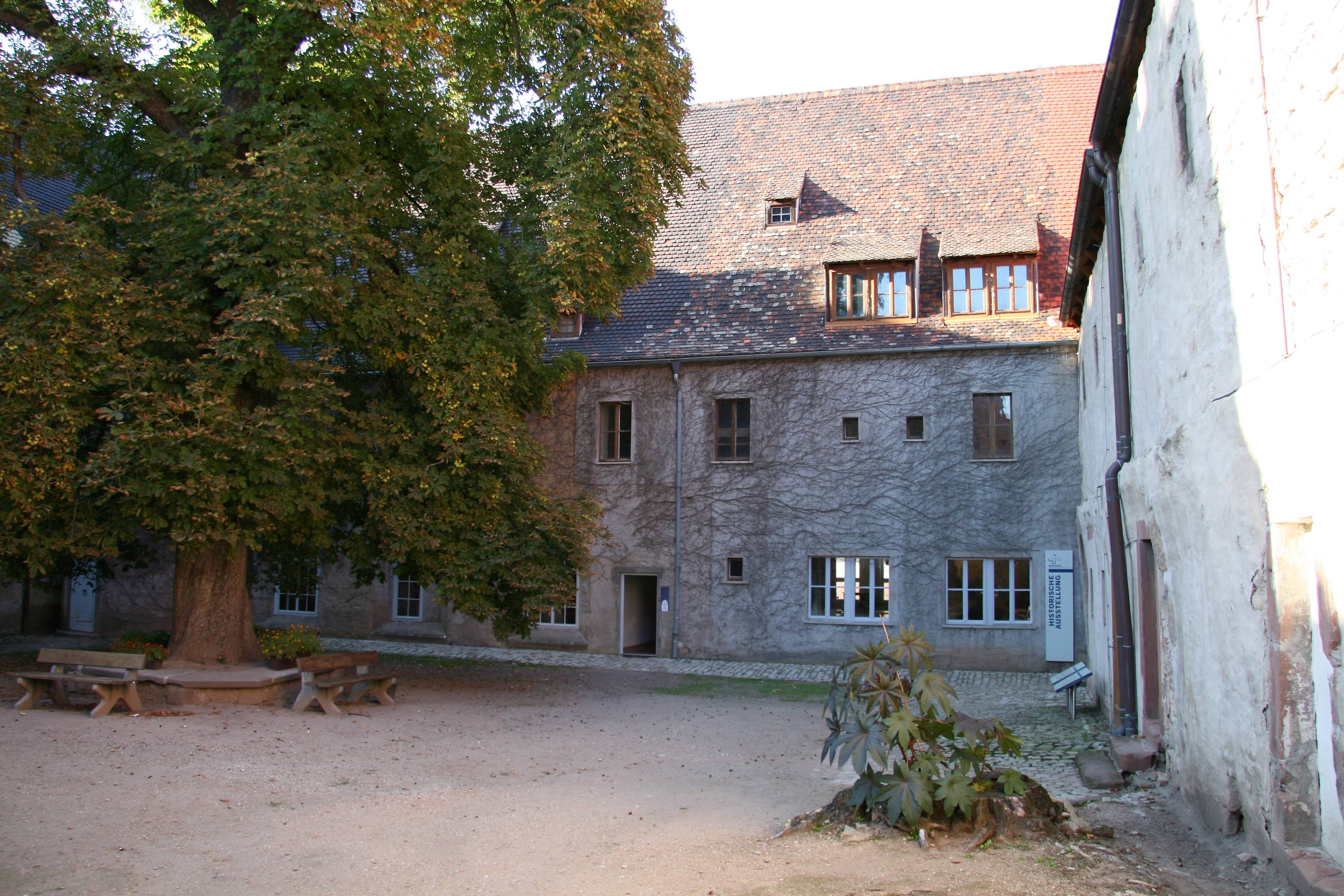
Mönchshaus an der Ostseite des Klosterhofes
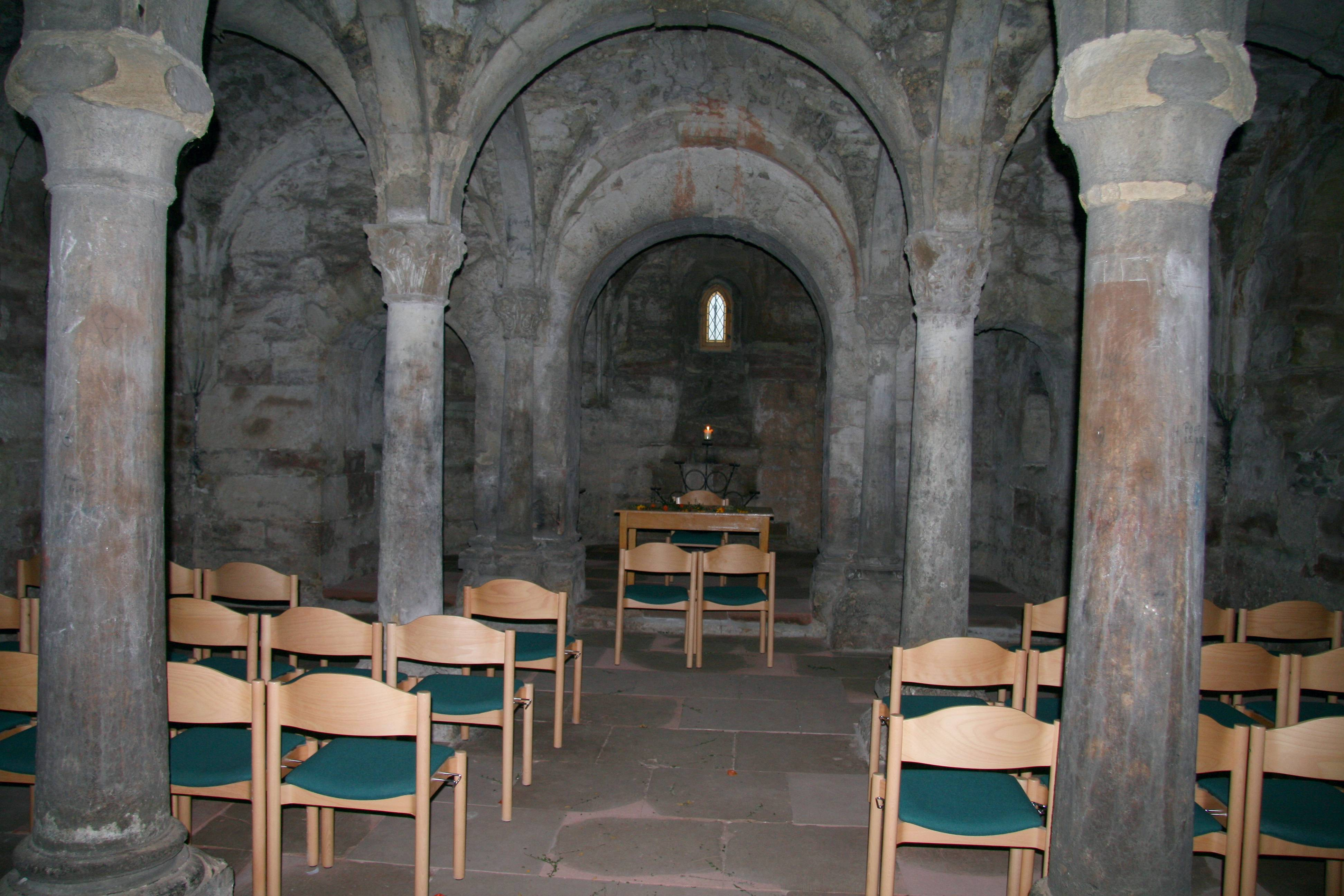
Krypta
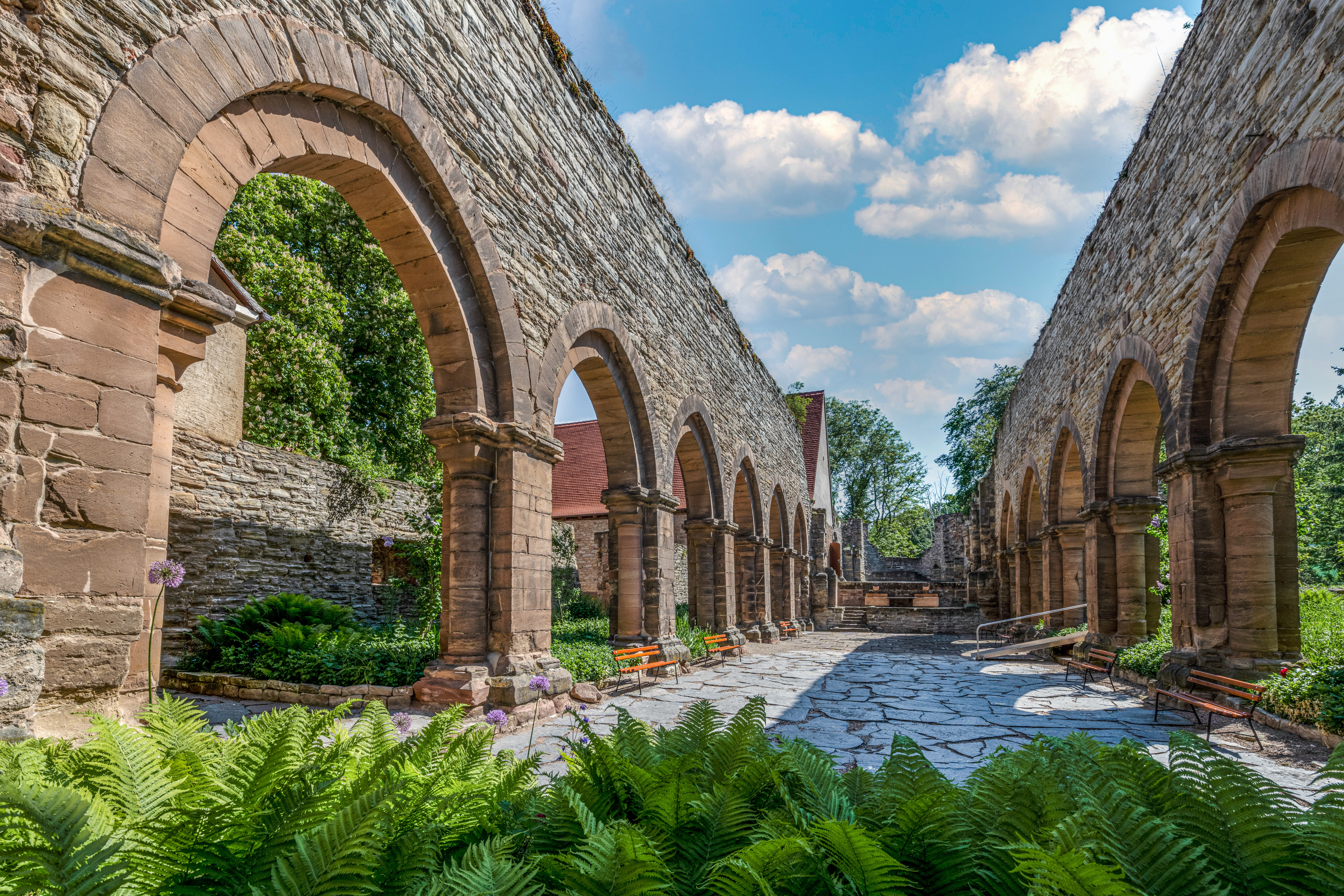
Heutige Ansicht